# Zanthoxylum apiculatum
Zanthoxylum apiculatum là một loài thực vật có hoa trong họ Cửu lý hương. Loài này được (Sandwith) P.G.Waterman miêu tả khoa học đầu tiên năm 1975.